# Gnatholepis davaoensis
Gnatholepis davaoensis es una especie de peces de la familia de los Gobiidae en el orden de los Perciformes.

## Morfología
Los machos pueden llegar a alcanzar los 5,2 cm de longitud total.

## Hábitat
Es un pez de clima tropical y demersal.

## Distribución geográfica
Se encuentra en el Pacífico occidental central: Indonesia, Papúa Nueva Guinea, las Filipinas, las Islas Salomón, Taiwán y Vanuatu

## Observaciones
Es inofensivo para los humanos. 